# Beatriz Herráez Diéguez
Beatriz Herráez Diéguez es una historiadora del arte y comisaria. Desde diciembre de 2018 es directora del Museo de Arte Contemporáneo del País Vasco-Artium Museoa en Vitoria.

## Biografía
Es licenciada en Historia del Arte (1999) y en Bellas Artes (1998), por la Universidad del País Vasco (EHU) y Diplomada en Estudios Avanzados en Historia del Arte (2003) por la misma Universidad. Sus principales ámbitos de investigación giran en torno a la construcción de las narrativas históricas y los lenguajes del arte contemporáneo informados por la perspectiva feminista. De estas líneas de trabajo participan las exposiciones recientes organizadas en torno a la Colección del Museo de Arte Contemporáneo del País Vasco: Zeru bat Hamaika bide (1977-2002), o Bilduma Hau Colección. Movimientos elementales (1950 - 2000).

### Trayectoria profesional
Herráez ha sido comisaria de numerosas exposiciones colectivas y monográficas, entre otras, las dedicadas a las artistas Jutta Koether, Joëlle Tuerlinckx, Katinka Bock, Moyra Davey, Gema Intxausti, Itziar Okariz, Julia Spínola, Anna Daučíková, Juan Luis Moraza, María Luisa Fernández, Alejandro Cesarco o Xabier Salaberria, organizadas en espacios e instituciones nacionales e internacionales como el Museo de Arte Contemporáneo del País Vasco-Artium Museoa, Museo Nacional Centro de Arte Reina Sofía MNCARS (Madrid), MARCO (Vigo), MUSAC (León), Azkuna Zentroa (Bilbao), CICC Tabakalera (Donostia-San Sebastián), Centro de Arte Dos de Mayo (Móstoles), castillocorrales (París) o Sculpture Center (Nueva York).
Del mismo modo, entre 2012 y 2016, formó parte del equipo curatorial de las exposiciones de la Colección organizadas por el Departamento de Colecciones del Museo Reina Sofía: Mínima resistencia. Entre el tardomodernismo y la globalización: prácticas artísticas durante las décadas de los 80 y 90 (2013) y Ficciones y territorios. Arte para pensar la nueva razón del mundo (2016). En el MNCARS también ha comisariado las muestras dedicadas a Erlea Maneros Zabala (2016), Néstor Sanmiguel Diest (2022) e Ibon Aranberri (2023).  
Entre 2007 y 2011 ocupa el cargo de comisaria-jefe en el Centro Cultural Montehermoso Kulturunea, un proyecto pionero en la aplicación de políticas de igualdad entre los sexos en los ámbitos del arte, el pensamiento y la cultura contemporáneos, con la dirección de Xabier Arakistain. En la institución es responsable de exposiciones colectivas como Rendez-Vouz Nowhere, en la que tomaron parte artistas como Silke Otto-Knap, Oscar Tuazon, Eva Morant, Kajsa Dalberh o Joao Maria Gusmao y Pedro Paiva; la retrospectiva dedicada a Susan Hiller (junto a Arakistain), o las muestras enmarcadas en el proyecto “Montehermoso. Arte e Investigación”, dedicadas a artistas como Leonor Antunes, Ion Arregi, June Crespo, Adrià Julià, Niamh O’Malley o Irene Kopelman.
Su especialización en los ámbitos de investigación citados le ha permitido impartir conferencias en centros e instituciones como la Universidad Internacional de Andalucía UNIA (Sevilla), Círculo de Bellas Artes (Madrid), MNCARS (Madrid), TEA (Tenerife), Instituto Cervantes (Madrid), Museo San Telmo (San Sebastián) o la Universidad del País Vasco (EHU). A lo largo de su trayectoria ha desarrollado un corpus de artículos y ensayos publicados en revistas y publicaciones especializadas. Ha impartido clases y conferencias en estudios especializados y máster como los de la Elías Querejeta Zine Eskola (Donostia), el Máster de Comisariado de la Universidad de Navarra (Pamplona) o en la EINA (Barcelona).
Asimismo, ha sido jurado de premios como el Premio Nacional de Artes Plásticas 2025 (Ministerio de Cultura), el Premio Tomás Francisco Prieto (Real Casa de la Moneda, 2024), Premio Fundación María José Jové (2023), Premio Xabier Sáez de Gorbea (Bilbao Museoa, 2022 -20024), Premio Nacional Velázquez de Artes Plásticas (2019); Premio Gure Artea (Gobierno Vasco, 2017), y ha formado parte de comités como el del Pabellón Español en Venecia (AECID, 2022), entre otros.
Es miembro del Consejo Asesor de Museos de Euskadi y del Comité Asesor Artístico del Museo de Bellas Artes de Bilbao. Desde 2019 forma parte de la junta directiva de ADACE (Asociación de directoras y directores de museos y centros de Arte de España).
Ha sido miembro del Consejo Vasco de la Cultura (2014-2017) y Vocal no nato del Instituto Etxepare y formó parte de la Comisión Técnica de EREMUAK, dependiente del Gobierno Vasco (2011- 2014). En 2024 fue destacada entre las 40 mujeres más influyentes del arte en España por la revista FORBES.